# Soja sos
Soja sos je osnovni sastojak japanskog, kineskog i generalno azijskog kulinarstva. Soja sos je začin napravljen od fermentisane mase prokuvanih zrna soje, žitarica, slanog vodenog rastvora i Aspergillus oryzae ili Aspergillus sojae plesni. Soja sos u svom sadašnjem obliku potiče iz Kine, u kojoj je napravljen u 2. veku pre nove ere. Iz kine se proširio po istočnoj i jugoistočnoj Aziji, gde se koristi za kuvanje i kao začin.

## Istorija
Postoji izvesna sličnost u stvaranju soja sosa i vina. Sličnost između sosa i vina je što se oba prave procesom vrenja, a u staroj Kini sos predstavlja namirnicu koja je obavezno dobijena fermentacijom. Najraniji zapis u literaturi o sosu od mesa je iz „Knjige pesama“ (11. – 6. vek p. n. e.), na osnovu čega se može zaključiti da sos od mesa nastaje u periodu 11. – 6. veka p. n. e., a verovatno i ranije. Pravljenje sosa u Kini se razvija paralelno sa pravljenjem vina i pečenjem grnčarije, i verovatno nastaje još u praistorijskom periodu, te ostvaruje kontinuitet sve do savremenog doba. and Pujiang Wushi Zhongkuilu (浦江吳氏中饋錄)
Poput mnogih slanih začina, soja sos je prvobitno bio način da se proteže so, istorijski skupa roba. Tokom dinastije Džou u drevnoj Kini, fermentisana riba sa solju je korišćena kao začin u koji je soja bila dodata tokom procesa fermentacije. Do vremena Dinastije Han, to je bilo zamenjeno receptom za pastu od soje i njenim nusproduktom soja sosom, u kojima je soja glavni sastojak, dok se sos sa fermentisanom ribom zasebno razvio u riblji sos.
Sinolog iz 19. veka, Samjuel Vels Vilijams je pisao da se u Kini, najbolji soja sos „pravi kuvanjem zrna dok ne omekšaju, uz dodavanje jednake količine pšenice ili ječma, i ostavljanjem mase da se fermentira; nakon toga se doda deo soli i tri puta toliko vode, a cela smesa se ostavi dva ili tri meseca, nakon čega se tečnost presuje.”

## Pravljenje
Pravljenje sosa je jednostavno poput pravljenja vina. Mikroorganizami koji se koriste za fermentaciju soja sosa – iz serije Aspergillus oryzae (vrsta gljivica), Zygosaccharomyces rouxii (vrsta kvasca) i Lactobaccilus su vrlo uobičajeni i ima ih svuda u prostoru. Način spravljanja sosa od mesa je vrlo jednostavan – u glinenoj posudi se pomeša meso sa žitom, kvascem i vinom, i ostavi da odstoji nešto duže od sto dana. Varijacije se obično dešavaju kao rezultati različitih metoda i trajanja fermentacije, različitih odnosa vode i soli, čak i dodavanjem drugih začina.

## Sastojci

### Soja
Soja je mahunarka koje sadrže izoflavone – supstance koje imaju slične efekte kao estrogen, dominantni ženski hormon. Soja je takođe dobar izvor proteina. Kada se jede u većim količinama kao deo obroka, soja može da pomogne u snižavanju nivoa holesterola. Međutim, broj zrna soje koji se koristi da bi se dobila jedna porcija soja sosa je mali.

### Pšenica
Soja sos sadrži malu količinu pšenice, koja je pečena i potom drobljena da pomogne proces fermentacije. Ljudi koji su alergični na pšenicu ili koji imaju gluten-netoleranciju treba da izbegavaju soja sos. Zato je nedavno počela proizvodnja soja sosa za one alergične na pšenicu. Napravljen je sa pirinčem.

### Natrijum
Soja sos može da sadrži veliku količinu natrijuma po obroku – 920 mg ili 38% maksimalnog dnevnog unosa natrijuma u odnosu na 2.400 mg. Predlaže se da gornja granica unosa natrijuma bude 1.500 mg.

## Antioksidativna svojstva
Studija iz 2005. godine je utvrdila da je soja sos bogat određenim flavonima, prirodnim antioksidansima. Prirodni antioksidansi štite telo od oštećenja usled dejstva slobodnih radikala. Slobodni radikali mogu ubrzati proces starenja, kao i potencijalno povećavati rizik od razvoja srčanih bolesti ili raka. Zaključeno je da su antioksidansi u soja sosu pomogli u smanjenju efekata upale, kao i bolju ukupnu proizvodnju želudačne kiseline, na taj način soja sos pomaže i sa varenjem. Pored toga, pronađena su antimikrobna svojstva soja sosa, koja mogu da budu efikasna u zaštiti organizma od nekih bakterija.

## Hranljiva vrednost
Kada se tokom kuvanja doda u jelo odgovarajuća količina soja-sosa, on ne samo da pojačava ukus hrane već i daje lepu boju jelu. Soja-sos sadrži izo-retinol koji smanjuje holesterol u krvi, te sprečava pojavu kardio-vaskularnih oboljenja. Takođe, pospešuje stvaranje prirodnih antioksidanasa u organizmu. Pomaže u ublažavanju oštećenja izazvanih prisustvom slobodnih radikala u telu, a njegova efikasnost je 10 puta veća od antioksidanasa kakvi su vitamini C i E. Mala količina soja-sosa sprečava loš uticaj slobodnih radikala na naše telo kao jedna čaša crnog vina. Osim amino-kiselina, soja-sos u sebi sadrži i prirodni šećer, aril i so. Od vitamina tu su A, B1, B2, B6 i B12, C, D, E, biotin, beta-karoten, folna kiselina, minerali Ca, Mg, Fe, Se, K, P, itd…Smatra se da je prisustvo ovih minerala, a naročito selena, sprečava nastanak i razvoj tumora.
Porcija od 100ml soja sosa sadrži:
1. 60 kalorija
2. 0,1g masti
3. 5,57g ugljenih hidrata
4. 0,8g vlakana
5. 10,51g proteina
6. 6g natrijuma[14]

## Literatura
- Leboffe, Michael; Pierce, Burton (30. 07. 2006). Microbiology Laboratory Theory and Application (2nd изд.). стр. 317. ISBN 9780895827081.
- Huang, T. C.; Teng, D. F. (2004). „Soy Sauce”. Handbook of Food and Beverage Fermentation Technology. ISBN 978-0-8247-4780-0. doi:10.1201/9780203913550.ch29.—on the production of soy sauce
- Boyce JA, Assa'ad A, Burks AW, Jones SM, Sampson HA,  . (децембар 2010). „Guidelines for the Diagnosis and Management of Food Allergy in the United States: Summary of the NIAID-Sponsored Expert Panel Report”. J Allergy Clin Immunol. 126 (6): 1105—18. PMC 4241958 . PMID 21134568. doi:10.1016/j.jaci.2010.10.008.
- Katz Y, Gutierrez-Castrellon P, González MG, Rivas R, Lee BW, Alarcon P (јун 2014). „A comprehensive review of sensitization and allergy to soy-based products”. Clin Rev Allergy Immunol. 46 (3): 272—81. PMID 24425446. doi:10.1007/s12016-013-8404-9.
- National Academies Of Sciences, Engineering; Health Medicine, Division; Food Nutrition, Board; Committee On Food Allergies: Global Burden, Causes; Oria, M. P.; Stallings, V. A. (30. 11. 2016).  Stallings, Virginia A.; Oria, Maria P., ур. Finding a Path to Safety in Food Allergy. Washington, D.C.: National Academies Press. ISBN 978-0-309-45031-7. PMID 28609025. doi:10.17226/23658.
- Sicherer SH, Sampson HA (фебруар 2014). „Food allergy: Epidemiology, pathogenesis, diagnosis, and treatment”. The Journal of Allergy and Clinical Immunology. 133 (2): 291—307; quiz 308. PMID 24388012. doi:10.1016/j.jaci.2013.11.020.
- „Anaphylaxis”. Cleveland Clinic. 16. 3. 2016. Приступљено 17. 11. 2019.
- Urisu A, Ebisawa M, Ito K, Aihara Y, Ito S, Mayumi M,  . (септембар 2014). „Japanese Guideline for Food Allergy 2014”. Allergology International. 63 (3): 399—419. PMID 25178179. doi:10.2332/allergolint.14-RAI-0770 .
- Koletzko S, Niggemann B, Arato A, Dias JA, Heuschkel R, Husby S,  . (август 2012). „Diagnostic approach and management of cow's-milk protein allergy in infants and children: ESPGHAN GI Committee practical guidelines”. Journal of Pediatric Gastroenterology and Nutrition (Practice Guideline). 55 (2): 221—9. PMID 22569527. doi:10.1097/MPG.0b013e31825c9482.
- Leonard SA (новембар 2017). „Non-IgE-mediated Adverse Food Reactions”. Current Allergy and Asthma Reports (Review). 17 (12): 84. PMID 29138990. S2CID 207324496. doi:10.1007/s11882-017-0744-8.
- Caubet JC, Szajewska H, Shamir R, Nowak-Węgrzyn A (фебруар 2017). „Non-IgE-mediated gastrointestinal food allergies in children”. Pediatric Allergy and Immunology. 28 (1): 6—17. PMID 27637372. S2CID 6619743. doi:10.1111/pai.12659.
- „Food Protein-Induced Enterocolitis Syndrome”. National Organization for Rare Disorders. Архивирано из оригинала 19. 2. 2017. г.
- Ruffner, MA; Ruymann, K; Barni, S; Cianferoni, A; Brown-Whitehorn, T; Spergel, JM (новембар 2014). „Food Protein-Induced Enterocolitis Syndrome: Insights From Review of a Large Referral Population” (PDF). Pediatrics. 134: S157. PMID 25363948. doi:10.1542/peds.2014-1817PP . Архивирано из оригинала (PDF) 19. 7. 2018. г.
- Nowak-Węgrzyn A, Chehade M, Groetch ME, Spergel JM, Wood RA, Allen K,  . (април 2017). „International consensus guidelines for the diagnosis and management of food protein-induced enterocolitis syndrome: Executive summary-Workgroup Report of the Adverse Reactions to Foods Committee, American Academy of Allergy, Asthma & Immunology”. The Journal of Allergy and Clinical Immunology. 139 (4): 1111—1126.e4. PMID 28167094. doi:10.1016/j.jaci.2016.12.966 .
- „Food allergy”. NHS Choices. 16. 5. 2016. Архивирано из оригинала 20. 07. 2017. г. Приступљено 31. 1. 2017. „A food allergy is when the body's immune system reacts unusually to specific foods”
- Janeway, Charles; Paul Travers; Mark Walport; Mark Shlomchik (2001). Immunobiology; Fifth Edition. New York and London: Garland Science. стр. e—book. ISBN 0-8153-4101-6. Архивирано из оригинала 28. 6. 2009. г.
- Grimbaldeston MA, Metz M, Yu M, Tsai M, Galli SJ (децембар 2006). „Effector and potential immunoregulatory roles of mast cells in IgE-associated acquired immune responses”. Current Opinion in Immunology. 18 (6): 751—60. PMID 17011762. doi:10.1016/j.coi.2006.09.011.
- Holt PG, Sly PD (октобар 2007). „Th2 cytokines in the asthma late-phase response”. Lancet. 370 (9596): 1396—8. PMID 17950849. S2CID 40819814. doi:10.1016/S0140-6736(07)61587-6.
- „Allergen Search Results: Glycine Max”. allergen.org. Приступљено 14. 12. 2018.
- L'Hocine L, Boye JI (април 2007). „Allergenicity of soybean: new developments in identification of allergenic proteins, cross-reactivities and hypoallergenization technologies”. Critical Reviews in Food Science and Nutrition. 47 (2): 127—43. PMID 17364698. S2CID 24891103. doi:10.1080/10408390600626487.
- National Institute of Allergy and Infectious Diseases (јул 2012). „Food allergy: An overview” (PDF). Архивирано из оригинала (PDF) 5. 3. 2016. г.
- Soares-Weiser K, Takwoingi Y, Panesar SS, Muraro A, Werfel T, Hoffmann-Sommergruber K,  . (јануар 2014). „The diagnosis of food allergy: a systematic review and meta-analysis”. Allergy. 69 (1): 76—86. PMID 24329961. doi:10.1111/all.12333 .
- Leonard SA, Pecora V, Fiocchi AG, Nowak-Wegrzyn A (7. 2. 2018). „Food protein-induced enterocolitis syndrome: a review of the new guidelines”. The World Allergy Organization Journal. 11 (1): 4. PMC 5804009 . PMID 29441147. doi:10.1186/s40413-017-0182-z.
- Nowak-Węgrzyn A (2015). „Food protein-induced enterocolitis syndrome and allergic proctocolitis”. Allergy and Asthma Proceedings. 36 (3): 172—84. PMC 4405595 . PMID 25976434. doi:10.2500/aap.2015.36.3811.
- Tang AW (октобар 2003). „A practical guide to anaphylaxis”. American Family Physician. 68 (7): 1325—32. PMID 14567487.
- Muraro A, Roberts G, Worm M, Bilò MB, Brockow K, Fernández Rivas M,  . (август 2014). „Anaphylaxis: guidelines from the European Academy of Allergy and Clinical Immunology”. Allergy. 69 (8): 1026—45. PMID 24909803. S2CID 11054771. doi:10.1111/all.12437.
- „Food Allergy Myths and Misconceptions | Food Allergy Research & Education”. www.foodallergy.org. Приступљено 1. 11. 2019.
- Ginger Hultin (1. 6. 2019). „Meat substitutes”. Today's Dietitian. Приступљено 11. 11. 2019.
- „Soy Allergy | Food Allergy Research & Education”. www.foodallergy.org. Приступљено 31. 10. 2019.
- „Soy allergy”. Cleveland Clinic. 2019. Приступљено 25. 11. 2019.
- „Soy allergy – Symptoms and causes”. Mayo Clinic (на језику: енглески). Приступљено 31. 10. 2019.